# 1964 en science-fiction
| Années de la science-fiction : 1961 - 1962 - 1963 - 1964 - 1965 - 1966 - 1967    |
| Décennies de la science-fiction : 1930 - 1940 - 1950 - 1960 - 1970 - 1980 - 1990 |

L'année 1964 a été marquée, en matière de science-fiction, par les événements suivants.

## Naissances et décès

### Naissances
- 26 mai : Karim Berrouka, écrivain, musicien  et éditeur français.
- 26 mai : Caitlín R. Kiernan, romancière et scénariste de bande dessinée américaine.
- 6 juin : Jay Lake, écrivain américain, mort en 2014.
- 29 août : Jérôme Leroy, écrivain français.
- 1er septembre : Martha Wells, romancière américaine.
- 1er décembre : Jo Walton, romancière britannique.

## Prix

### Prix Hugo
- Roman : Au carrefour des étoiles (Way Station) par Clifford D. Simak
- Nouvelle : Pas de trêve avec les rois ! (No Truce with Kings) par Poul Anderson
- Présentation dramatique : prix non décerné
- Magazine professionnel : Analog Science Fiction and Fact, édité par John W. Campbell, Jr
- Artiste professionnel : Ed Emshwiller
- Magazine amateur : Amra, édité par George H. Scithers
- Maison d'édition SF : Ace Books

## Parutions littéraires

### Romans
- Les Clans de la Lune alphane par Philip K. Dick.
- Davy par Edgar Pangborn.
- Glissement de temps sur Mars par Philip K. Dick.
- L'Homme qui acheta la terre par Cordwainer Smith.
- L'Homme total par John Brunner.
- Sécheresse par J. G. Ballard.
- Le Vagabond par Fritz Leiber.

### Recueils de nouvelles et anthologies
- Le Cœur désintégré par Theodore Sturgeon.
- The Twisted Men par A. E. van Vogt.
- Un défilé de robots par Isaac Asimov.

### Nouvelles
- Auteur ! Auteur ! par Isaac Asimov.
- Ce que disent les morts, par Philip K. Dick.

## Sorties audiovisuelles

### Films
- L'Empreinte de Frankenstein par Freddie Francis.
- Les Enfants des damnés par Anton Leader.
- Je suis une légende par Ubaldo Ragona et de Sidney Salkow.
- Mothra contre Godzilla par Ishirō Honda.
- La Porte du futur par Ib Melchior.
- Les Premiers Hommes dans la Lune par Nathan Juran.
- Robinson Crusoé sur Mars par Byron Haskin.

### Séries
- Au-delà du réel, saison 2.